# Futebol de Causas
Futebol de Causas (2009) é um documentário português de longa-metragem sobre a equipa de futebol da Académica de Coimbra e o seu envolvimento na luta estudantil da crise de 69.
Juntando documentos e imagens historicas a entrevistas atuais a Mário Wilson e seus colegas da Briosa de então, o filme conta a história até à final da Taça de Portugal 1969 contra o Sport Lisboa e Benfica e as contestações no Estádio Nacional, num país em clima de agitação social (greves universitárias). O filme ainda mostra a evolução depois da final até à extinção temporária do futebol profissional académico.